# دیوید مالوکاس
دیوید مالوکاس (زاده ۲۷ سپتامبر ۲۰۰۱) یک اتومبیل ران آمریکایی است که اخیراً در سری ایندی‌کار برای تیم مسابقات مایر شانک ریسینگ شرکت کرده است و قرار است برای ای‌جی فویت ریسینگ رانندگی کند.